# Щелкун крестоносный
Щелкун крестоносный, или щелкун-крестоносец (лат. Selatosomus cruciatus) — вид жесткокрылых из семейства щелкунов.

## Описание
Жук длиной 9—15 мм. Надкрылья тёмно-жёлтые с характерным чёрным узором в виде креста, откуда, собственно, и произошло обиходное название. Время лёта взрослых жуков с мая по конец июля.

## Экология
Личинки развиваются под землёй в песчаной и влажной почве, где питается корнями хвоща (Equisetum) и, возможно, других растений. Взрослые жуки встречаются на дубах (Quercus) и буке лесном (Fagus sylvatica); питаются листьями различных видов дубов, буков (Fagus), тополей (Populus) (главным образом осиной (Populus tremula)), граба обыкновенного (Carpinus betulus) и лещиной крупной (Corylus avellana).

## Местообитания
Щелкун крестоносный предпочитает лиственные леса.